# 卡爾·希爾珀特
卡尔·希爾珀特（德語：Carl Hilpert，1888年9月12日－1947年2月1日）是二战期间的一位德国将领，长期在东线作战。1945年调任库尔兰集团军司令，同年5月率军向苏军投降。后被判有战争罪而被苏联处决。

## 生平

### 早年
卡尔·希尔爾佩特出生于巴伐利亚王国纽伦堡，并于 1907年7月15日作为学员加入巴伐利亚陆军第14“哈特曼”步兵团 ，于1909年5月底在慕尼黑战争学校学习后晋升为中尉。
第一次世界大战期间，希尔伯特在第9旅补给营和第5步兵补给团担任营和团副官直到1917年。在参加重型武器训练课程并晋升为上尉后，成为了第5预备步兵团负责人。并从 1918年3月起担任该团部参谋。战争结束时，他在第17“奥尔夫”步兵团中担任营长。由于他的工作，他获得了铁十字勋章和巴伐利亚王国军事功勋勋章。

### 西线
第二次世界大战于1939年9月爆发，当月9日，希爾珀特于在库尔特·冯·汉默斯坦-厄寇德的指挥下成为A军团（Armeeabteilung A）的参谋长，后者的任务是确保与德国与比利时和荷兰的西部边界安全。A军团在10月3日解散后，该参谋部被调到克拉科夫，组建南部边境指挥部。1940年2月5日，希爾珀特在埃爾溫·馮·維茨萊本的领导下担任第1集团军参谋长一职。同年5月，希爾珀特参加了法国战役。1940年10月1日，他被提升为中将。1940年10月26日，被任命为元帅的埃爾溫·馮·維茨萊本接管了被占领的法国的D集团军群（从1941年4月起也称为西线总司令），希爾珀特也接替他成为集团军群的新参谋长。希爾珀特在接下来的一年半时间里一直担任这个职位。1942年3月，英军大胆的圣纳泽尔空袭暴露了西部防御状况不佳的情况，希爾珀特被免职并调任元首预备队。

### 东线
1942年6月26日，希爾珀特成为第59军的代理指挥官，并于7月接管了与苏联火星行动交战的第23军的指挥权。1943年1月20日，他成为第54军的指挥官，该军在列宁格勒之前部署在北方集团军群第18集团军之下，并在伊斯卡拉行动期间参与了激烈的防御战。在接下来的1943年夏天，他在第五次锡尼亚维诺攻势中进一步证明了自己，为此他后来于1943年8月22日被授予骑士铁十字勋章。
从1943年10月31日起，他短暂地指挥了列宁格勒附近的第26军，然后于1944年1月1日接管了在涅韋爾地区作战的第16集团军。此时苏联发起冬季攻势（列宁格勒-诺夫哥罗德攻势），希爾珀特的部队陷入激战，希爾珀特本人因而病倒。1944年7月，在苏军夏季攻势巴格拉季翁行动开始后的战斗中，希尔佩特在激战中成功在波洛茨克要塞突围。由于这一成就，他于1944年8月8日获得橡叶骑士十字勋章。
1945年初，库尔兰集团军群司令洛塔爾·倫杜利克调往南方，转任奥斯特马克集团军群司令。由是希爾珀特奉命成为红军包围在库尔兰包围圈的德军最高长官，希爾珀特成为该集团军最后一任司令。1945年5月7日，卡尔·邓尼茨以国家元首的身份命令希爾珀特率领库尔兰集团军群投降。希爾珀特向苏联元帅列昂尼德·戈沃罗夫代表自己、他的私人参谋和第38军的三个师投降。希爾珀特向他的部队发送了以下信息：
|  | 各位将官！戈沃罗德元帅（原文如此）已同意从5月8日14:00开始停火。立即通知各部队。白旗应被竖起。各级指挥官应当忠诚地执行命令，这决定了库尔兰所有部队的命运。 |

在投降之际，库尔兰口袋中仍有27个师、1个旅。希爾珀特本人被苏联人俘虏，后来被指控犯有战争罪。他被审判并被判处死刑，于1947年2月在莫斯科被处决，终年58岁。

### 引用
1. ↑  Veit Scherzer: Ritterkreuzträger 1939–1945. Die Inhaber des Eisernen Kreuzes von Heer, Luftwaffe, Kriegsmarine, Waffen-SS, Volkssturm sowie mit Deutschland verbündete Streitkräfte nach den Unterlagen des Bundesarchivs. 2. Auflage, Scherzers Militaer-Verlag, Ranis/Jena 2007, ISBN 978-3-938845-17-2, S. 391.
2. ↑  Prit Buttar, Meat Grinder, Page 419
3. ↑  Hans Dollinger The Decline and Fall of Nazi Germany and Imperial Japan -, Library of Congress Catalogue Card Number 67-27047, Page 290
4. ↑  Andreas Weigelt, Klaus-Dieter Müller, Thomas Schaarschmidt, Mike Schmeitzner (Hrsg.): Todesurteile sowjetischer Militärtribunale gegen Deutsche (1944–1947). Eine historisch-biographische Studie. Vandenhoeck & Ruprecht, Göttingen 2015, ISBN 978-3-525-36968-5, S. 263f.

### 文献
- Patzwall, Klaus D.; Scherzer, Veit.  [The German Cross 1941 – 1945 History and Recipients Volume 2]. Norderstedt, Germany: Verlag Klaus D. Patzwall. 2001. ISBN 978-3-931533-45-8 （德语）.
- Scherzer, Veit.  [The Knight's Cross Bearers 1939–1945 The Holders of the Knight's Cross of the Iron Cross 1939 by Army, Air Force, Navy, Waffen-SS, Volkssturm and Allied Forces with Germany According to the Documents of the Federal Archives]. Jena, Germany: Scherzers Militaer-Verlag. 2007. ISBN 978-3-938845-17-2 （德语）.
- Thomas, Franz.  [The Oak Leaves Bearers 1939–1945 Volume 1: A–K]. Osnabrück, Germany: Biblio-Verlag. 1997. ISBN 978-3-7648-2299-6 （德语）.

| 军职                                 | 军职                                          | 军职                                   |
| ------------------------------------ | --------------------------------------------- | -------------------------------------- |
| 前任： 库尔特·冯·德·谢瓦莱里步兵上将 | 第54军军长 1942年6月26日 - 1942年7月25日      | 繼任： 库尔特·冯·德·谢瓦莱里步兵上将   |
| 前任： 阿爾布雷希特·舒伯特步兵上将   | 第23軍军长 1942年7月25日 – 1943年1月19日      | 繼任： 約翰內斯·弗里斯納大将           |
| 前任： 艾瑞克-奧斯卡·漢森騎兵上将    | 第54军军长 1943年1月20日 - 1943年8月1日       | 繼任： 奥托·斯庞海默步兵上将           |
| 前任： 恩斯特·馮·萊瑟步兵上将        | 第26军军长 1943年10月31日 - 1944年1月1日      | 繼任： 馬丁·格拉斯步兵上将             |
| 前任： 馬丁·格拉斯步兵上将           | 第1軍團司令 1944年1月1日-1944年1月20日        | 繼任： 沃爾特·哈特曼砲兵上将           |
| 前任： 沃爾特·哈特曼炮兵上将         | 第1軍團司令 1944年5月1日-1944年8月1日         | 繼任： 特奧多爾·布塞步兵上将           |
| 前任： 保罗·劳克斯步兵上将           | 第16軍團司令 1944年9月3日 – 1945年3月10日     | 繼任： 恩斯特-安東·馮·克羅西克步兵上将 |
| 前任： 洛塔爾·倫杜利克大将           | 庫爾蘭集團軍群司令 1945年3月25日-1945年5月8日 | 繼任： 無                              |